# بازگشت اسب سیاه
بازگشت نریان سیاه (به انگلیسی: The Black Stallion Returns) یک اقتباس سینمایی از کتابی به همین نام از والتر فارلی محصول سال ۱۹۸۳ است و دنباله‌ای بر فیلم اسب سیاه (فیلم ۱۹۷۹) است. این تنها فیلم به کارگردانی رابرت دالوا است. این فیلم توسط فرانسیس فورد کوپولا برای کمپانی مترو گلدوین مایر تولید شده‌است. در این فیلم کلی رنو، وینسنت اسپانو و تری گار در نقش‌های اصلی بازی می‌کنند.

## تولید
مکان‌های فیلمبرداری در Djanet، الجزایر، آبیکیو، نیومکزیکو، ایتالیا، مراکش، سانتا کلاریتا و لس آنجلس، کالیفرنیا و شهر نیویورک انجام شده‌است.

## باکس آفیس
این فیلم در گیشه آمریکای شمالی ۱۲٬۰۴۹٬۱۰۸ دلار فروخت.